# Estero Pocuro
El estero Pocuro es un curso natural de agua que nace en la precordillera de la Región de Valparaíso y desemboca en la ribera izquierda del río Aconcagua.

## Trayecto
El estero Pocuro drena las laderas norte del cordón de Chacabuco. En su largo recorrido de 46 km, atraviesa en sus comienzos un cajón estrecho y luego fluye por la llanura aluvial existente entre la Rinconada de Los Andes, Los Andes y San Felipe. Desde el sur le caen varios esteros.: 312 
Al final de su trayecto pasa unos kilómetros al sur de la ciudad de Los Andes para poco después desembocar en la ribera izquierda del río Aconcagua, en el borde sur de la ciudad de San Felipe.

## Caudal y régimen
El estero Pocuro posee una estación fluviométrica en Sifón, aguas abajo del aporte de la quebrada Zapallar. Está ubicada a 1000 m s. n. m.: 55 
La subcuenca media del Aconcagua comprende desde la estación fluviométrica Aconcagua en Chacabuquito hasta después de la junta del estero Pocuro, incluyendo las hoyas del río Putaendo y del estero Pocuro. Tiene un régimen nivo–pluvial, desde que la influencia de las lluvias comienza a hacerse importante en la zona central, especialmente en la estación ubicada en el estero Pocuro. El período de estiaje en la subcuenca media se presenta en el trimestre marzo-mayo. Los mayores caudales se observan entre julio y noviembre, producto de lluvias invernales y deshielos primaverales. El período de menores caudales ocurre entre febrero y abril.

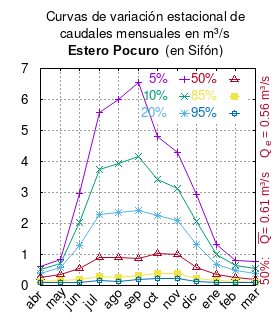
Curvas de variación estacional del estero Pocuro en Sifón.

El caudal del río (en un lugar fijo) varía en el tiempo, por lo que existen varias formas de representarlo. Una de ellas son las curvas de variación estacional que, tras largos periodos de mediciones, predicen estadísticamente el caudal mínimo que lleva el río con una probabilidad dada, llamada probabilidad de excedencia. La curva de color rojo ocre (con {\displaystyle {\color {Red}\vartriangle }}) muestra los caudales mensuales con probabilidad de excedencia de un 50%. Esto quiere decir que ese mes se han medido igual cantidad de caudales mayores que caudales menores a esa cantidad. Eso es la mediana (estadística), que se denota Qe, de la serie de caudales de ese mes. La media (estadística) es el promedio matemático de los caudales de ese mes y se denota {\displaystyle {\overline {Q}}}. 
Una vez calculados para cada mes, ambos valores son calculados para todo el año y pueden ser leídos en la columna vertical al lado derecho del diagrama. El significado de la probabilidad de excedencia del 5% es que, estadísticamente, el caudal es mayor solo una vez cada 20 años, el de 10% una vez cada 10 años, el de 20% una vez cada 5 años, el de 85% quince veces cada 16 años y la de 95% diecisiete veces cada 18 años. Dicho de otra forma, el 5% es el caudal de años extremadamente lluviosos, el 95% es el caudal de años extremadamente secos. De la estación de las crecidas puede deducirse si el caudal depende de las lluvias (mayo-julio) o del derretimiento de las nieves (septiembre-enero).

## Historia
Francisco Solano Asta-Buruaga y Cienfuegos escribió en 1899 en su obra póstuma Diccionario Geográfico de la República de Chile sobre el río:
Pocuro (Riachuelo de).-—Corriente de agua de corto caudal en el departamento de los Andes. Procede de la falda de la cordillera de este nombre por la parte del SE. de la ciudad de Santa Rosa; baja hacia el O. hasta poco más ó menos al frente de la cuesta boreal de Chacabuco, cuyos derrames recibe, y después se dirige hacia el NO. para ir á echarse en la ribera izquierda del Aconcagua á poca distancia al O. de Curimón. En sus márgenes se hallan un caserio y terrenos fértiles de cultivo.
Existe un informe sobre un caso excepcional de una crecida del estero con transporte de significativas cantidades de troncos y vegetales el 25 de febrero de 2017.